# Klimat astrefowy
Klimat astrefowy to rodzaj klimatu, który możemy spotkać we wszystkich strefach klimatycznych.
Przykładami klimatów astrefowych są:
- Klimaty górskie związane ze zmianą temperatury wraz z wysokością, co wymusza określony typ klimatu (wilgotny i wietrzny).
- Klimat dolin górskich, jako specyficzne klimaty występujące w górach charakteryzujące się specyficznymi zmianami związanymi także z wysokością nad poziomem morza.
- Klimat morski - charakteryzuje się chłodnymi latami z dużą ilością opadów oraz łagodnymi zimami
- Klimat obszarów zurbanizowanych - występujący jedynie na terenie dużych aglomeracji miejskich, specyfika klimatu związana jest z tzw. miejską wyspą ciepła.